# 1089-1080 v.Chr.
De jaren 1089-1080 v.Chr. (van de christelijke jaartelling) zijn een decennium in de 11e eeuw v.Chr..

## Gebeurtenissen

### Griekenland
- 1089 v.Chr. - Koning Kodros (1089 - 1068 v.Chr.) regeert over Athene.

### Assyrië
- 1088 v.Chr. - Koning Tiglat-Pileser I leidt 28 strafexpedities tegen de Arameeërs en verovert vrijwel geheel Syrië.
- 1086 v.Chr. - Tiglat-Pileser I ontvangt van de welvarende Fenicische havensteden Byblos en Sidon schatting.
- 1085 v.Chr. - Tiglat-Pileser I levert strijd tegen de nomadische Arameeërs en dringt ze terug over de Eufraat.
- 1084 v.Chr. - Tiglat-Pileser I verslaat Marduk-nadin-ahhe van Babylon, doodt hem en plundert zijn koninklijk paleis.

### Babylonië
- 1084 v.Chr. - Koning Marduk-sapik-zeri (1084 - 1078 v.Chr.) heerser over de vazalstaat Babylon.

### Egypte
- 1084 v.Chr. - Farao Ramses XI valt Opper-Egypte binnen, om de macht van hogepriester Amenhotep te onderdrukken.
- 1082 v.Chr. - De stad Medinet Haboe aan de westelijke oever van de Nijl wordt belegerd.
- De gebeurtenissen in het Egyptische Rijk veroorzaken een burgeroorlog.
- 1081 v.Chr. - Koesj komt in opstand en Ramses XI moet zijn leger mobiliseren.
- 1080 v.Chr. - Generaal Piankh neemt de macht over in Opper-Egypte en wordt benoemd tot hogepriester van Amon.

### Europa
- 1081 v.Chr. - Koning Brutus van Troje overlijdt, Brittannië wordt verdeeld onder zijn drie zonen Locrinus, Kamber en Albanactus.

<< · 1099-1090 · 1089-1080 · 1079-1070 · 1069-1060 · 1059-1050 · 1049-1040 · 1039-1030 · 1029-1020 · 1019-1010 · 1009-1000 · >>